# Galerita janus
Galerita janus är en skalbaggsart som beskrevs av Fabricius. Galerita janus ingår i släktet Galerita och familjen jordlöpare. Inga underarter finns listade i Catalogue of Life.